# Artemisia stelleriana
Artemisia stelleriana  es una especie  que pertenece a la familia de las asteráceas.

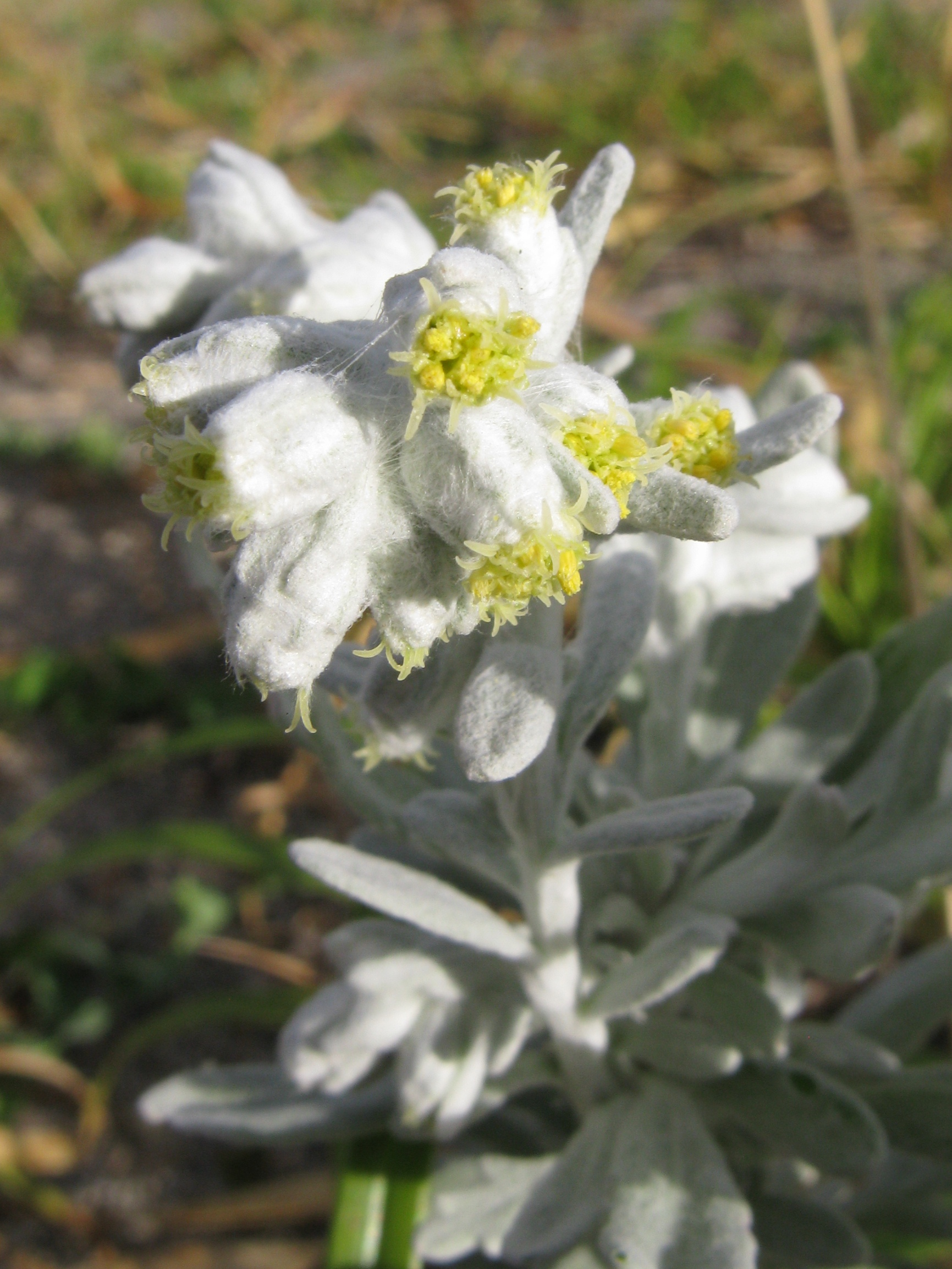
Inflorescencia

## Descripción
Densamente tomentosa y blanca, no aromática, perenne de hasta 60 cm. Hojas inferiores divididas a muy dentadas, pecioladas; hojas superiores sentadas, a veces enteras. Capítulos amarillos, ampliamente acampanados, erectos o recurvados, en una inflorescecncia ramosa muy apiñada. Brácteas involucrales oblongas a ovadas, romas, con márgenes escariosos.

## Distribución y hábitat
Originaria del noreste de Asia. Introducida en Gran Bretaña, Dinamarca y Suecia.

## Taxonomía
Artemisia stelleriana fue descrita por  Willibald S.J.G. von Besser y publicado en Nouveau Mémoires de la Société Impériale des Naturalistes de Moscou 3: 79, pl. 5. 1829.
Etimología
Hay dos teorías en la etimología de Artemisia: según la primera, debe su nombre a Artemisa, hermana gemela de Apolo y diosa griega de la caza y de las virtudes curativas, especialmente de los embarazos y los partos. Según la segunda teoría, el género fue otorgado en honor a Artemisia II, hermana y mujer de Mausolo, rey de la Caria, 353-352 a. C., que reinó después de la muerte del soberano. En su homenaje se erigió el Mausoleo de Halicarnaso, una de las siete maravillas del mundo. Era experta en botánica y en medicina.
stelleriana: epíteto latino que significa "como una estrella.
Sinonimia
- Artemisia chinensis Pursh
- Artemisia stelleriana var. sachalinensis Nakai
- Artemisia stelleriana var. vesiculosa Franch. & Sav.[5]